# Drzewo genealogiczne Serwiliuszów Cepionów
Serwiliusze Cepioni (Servilii Caepionii) to patrycjuszowski ród rzymski którego przedstawiciele pełnili najwyższe funkcje w republice rzymskiej.
| Gnejusz Serwiliusz |

| Gnejusz Serwiliusz Cepion |
| konsul w 253 p.n.e.       |

| Gnejusz Serwiliusz Cepion |

| Gnejusz Serwiliusz Cepion |
| konsul 203 p.n.e.         |

| Gnejusz Serwiliusz Cepion |
| konsul 169 p.n.e.         |

| Kwintus Fabiusz Maksimus Serwilian             |
| konsul 142 p.n.e.; adoptowany do rodu Fabiuszy |

| Gnejusz Serwiliusz Cepion            |
| konsul 141 p.n.e.; cenzor 125 p.n.e. |

| Kwintus Serwiliusz Cepion |
| konsul 140 p.n.e.         |

| Gnejusz Serwiliusz Cepion |

| Kwintus Serwiliusz Cepion |
| konsul w 106 p.n.e.       |

| Serwilia                           |
| \| 1. Kwintus Lutacjusz Katulus \| |
| 1. Kwintus Lutacjusz Katulus       |

| 1. Kwintus Lutacjusz Katulus |

| Serwilia Cepionis                  |
| \| 1. Appiusz Klaudiusz Pulcher \| |
| 1. Appiusz Klaudiusz Pulcher       |

| 1. Appiusz Klaudiusz Pulcher |

| Serwilia                      |
| \| 1. Marek Liwiusz Druzus \| |
| 1. Marek Liwiusz Druzus       |

| 1. Marek Liwiusz Druzus |

| Kwintus Serwiliusz Cepion |
| pretor w 91 p.n.e.        |
| \| 1. Liwia \|            |
| 1. Liwia                  |

| 1. Liwia |

| Serwilia                                                                              |
| \| 1. Kwintus Cecyliusz Metellus Nepos \| \| 2. Kwintus Mucjusz Scewola „Pontifex” \| |
| 1. Kwintus Cecyliusz Metellus Nepos                                                   |
| 2. Kwintus Mucjusz Scewola „Pontifex”                                                 |

| 1. Kwintus Cecyliusz Metellus Nepos   |
| 2. Kwintus Mucjusz Scewola „Pontifex” |

| Kwintus Serwiliusz Cepion |
| kwestor 67 p.n.e.         |
| \| 1. Hortensja \|        |
| 1. Hortensja              |

| 1. Hortensja |

| Serwilia                                                      |
| \| 1. Marek Juniusz Brutus \| \| 2. Decymusz Juniusz Sylan \| |
| 1. Marek Juniusz Brutus                                       |
| 2. Decymusz Juniusz Sylan                                     |

| 1. Marek Juniusz Brutus   |
| 2. Decymusz Juniusz Sylan |

| Serwilia                            |
| \| 1. Lucjusz Licyniusz Lukullus \| |
| 1. Lucjusz Licyniusz Lukullus       |

| 1. Lucjusz Licyniusz Lukullus |

| Serwilia          |
| konsul 106 p.n.e. |

| Marek Juniusz Brutus                        |
| po adopcji Kwintus Serwiliusz Cepion Brutus |
| \| 1. Klaudia \| \| 2. Porcia \|            |
| 1. Klaudia                                  |
| 2. Porcia                                   |

| 1. Klaudia |
| 2. Porcia  |